# BYD eBus
A BYD eBus (más néven: BYD electric bus) a BYD által gyártott, akkumulátoros elektromos, alacsonypadlós városi busz különböző hosszúsági változatokban. Ez egy tisztán elektromos busztípus, és a világon az első lítium-vas-foszfát akkumulátorral. A gyártás 2010-es kezdete óta 2022 elejéig több mint 70 000 elektromos buszt szállítottak le; ezzel a világ legkelendőbb elektromos busza. A legnagyobb európai BYD ebus flotta Hollandiában működik. 2016 óta emeletes változata is közlekedik Londonban.

## Története
2010. szeptember 30-án az első BYD ebus (K9 néven) elhagyta a gyártóüzemet. A modell első média-hatékony felhasználására 2011-ben került sor a 2011-es Sencsenben megrendezett Nemzetközi Nyári Universiade alkalmából. A használt 200 autóbusz azóta a város menetrend szerinti járatában közlekedik. Ma már Kína sok más városában is használják az ilyen típusú elektromos buszokat.
2013 januárjában az EU kiadta a teljes jármű típusjóváhagyását a BYD ebus számára, amely a megfelelőségi nyilatkozaton túl minden EU-tagországban lehetővé teszi az értékesítést anélkül, hogy az egyes tagországoktól további engedélyeket kellene beszerezni. 
 Európában az első, kizárólag akkumulátoros buszokkal közlekedő menetrend szerinti járatot Hollandiában hozták létre: 2013 eleje óta hat BYD busz közlekedik az egyébként jórészt autómentes Schiermonnikoog szigeten. Az amszterdami Schiphol repülőtéren egy nagyobb elektromos buszpark közlekedik Európában: 35 BYD akkumulátoros busz közlekedik előtérbuszként a terminál és a repülőgép között. Mivel a működés nem igényel nagy hatótávolságot, kisebb akkumulátorok beépítésére és az utasok számának növelésére is sor kerülhet. Minden buszhoz tartozik egy töltőállomás, amelyet a közeli napelemek látnak el. A 2013-as közbeszerzési pályázaton a BYD tudott győzni neves európai gyártókkal szemben.
2014 májusában a BYD 2000 eBusra és 1000 eTaxisra vonatkozó megrendelést jelentett a kínai Hangcsou városnak. 2014 októberében a BYD ebust 18 méter hosszú csuklós buszként mutatták be egy kiállításon a texasi Houston városában. A jármű 125 utas számára kínál helyet. 2015-ben a BYD körülbelül 6000 ebust tudott eladni világszerte.
Az első emeletes, BYD eBusra épülő akkumulátoros buszok 2016. március 16-án álltak forgalomba a Transport for London londoni közlekedési vállalat menetrend szerinti járatában. A modell bemutatásáig a szakemberek az emeletes buszokat többek között nagy tömegük miatt alkalmatlannak tartották elektromos meghajtásra. A város 2020-ig mintegy 300 ilyen jármű beszerzését tervezi, amelyek jellegzetes piros színükkel London szimbólumának számítanak.
2016 szeptemberében Londonban avatták fel az eddigi legnagyobb elektromos buszparkot is. Azóta két útvonalon 51 akkumulátoros busz közlekedik. A járműveket Skóciában szerelik össze. A BYD szállítja az alvázat és a hajtást (BYD ebus típusú), valamint a skót buszgyártó Alexander Dennis Ltd. a szerkezet. A két vonalon évente mintegy hétmillió utast szállítanak. Más nagyvárosokhoz hasonlóan London is azt tervezi, hogy kitiltja a dízel buszokat a városközpontból, mert káros nitrogén-oxid- szennyezést és zajt okoznak.
2016 közepén a BYD Auto jelentős megrendelést kapott 2000 eBus szállítására Sencsen városának tömegközlekedési eszközei számára. A rendelés értéke körülbelül ¼ milliárd USA dollár. A 12 milliós város azt tervezi, hogy a továbbra is túlnyomórészt környezetszennyező dízelbuszokkal közlekedő menetrend szerinti járatokat elektromos autóbuszokra alakítja át.
2017 májusában a BYD egy 18 méter hosszú akkumulátorbuszt szállított az Egyesült Államokba, 547 kWh-s akkumulátorral, így a busz hatótávolsága 440 km. A busz 60 fő szállítására alkalmas. A busz akkumulátora két-három órán belül újratölthető. A BYD 2017-ben nyitotta meg az első európai elektromos buszgyárat a magyarországi Komáromban. A jövőben évente akár 400 elektromos autóbuszt is gyártanak majd csak az európai piacra.
2019 áprilisában a BYD bemutatta az eddigi leghosszabb tisztán elektromos buszt, a BYD K12A-t. Az összesen 4 tengelyes dupla csuklós busz, amelyből egy második hajtótengelyként kapcsolható be, összesen 27 méter hosszú és maximum 250 utast tud befogadni. 300 kilométeres átlagos hatótávolság mellett ez 75 000 utaskilométernek felel meg. A motor teljesítménye 600 kW, ami azt jelenti, hogy a busz végsebessége elérheti a 70 km/h-t. Németországban a hosszúsága miatt csak külön engedéllyel lehet közlekedtetni a buszt, ugyanis az autóbuszok teljes hosszát jelenleg 18,75 méterben korlátozzák az EB irányelvei. A K12A az első tisztán elektromos autóbusz négykerékmeghajtással.
2020 októberében 20 K9U elektromos autóbuszt helyeztek üzembe a gelsenkircheni és bochumi BOGESTRA- nál (a 380-as vonal Gelsenkirchenben, a 354-es vonal Bochumban, tesztüzemet terveznek más vonalakon), és két azonos kialakítású autóbusz is forgalomba állt kb. ugyanakkor a HCR Herne-ben Bogestránál az autóbuszok a Buer Rathaus végállomáson (380-as vonal) és a Weitmar depónál (járműcsere, 354-es vonal) vagy a 300-as ückendorfi depónál állnak meg. kW töltve.
2023 októberében a Busworld Europe 2023 kiállításon bemutatták az új BYD eBus B12-t.

## Technológia
A jármű magja a BYD által kifejlesztett lítium-vas-foszfát akkumulátor. A gyártó szerint a tárolt energia elegendő a 250 kilométert megtenni újratöltés nélkül. Az energiát két kerékagymotorra, kefe nélküli AC szinkronmotorra adják át a hátsó kerekeken.
Mivel az elektromos fűtés jelentősen csökkenti a hatótávolságot, az eBusok is kínálnak olyanokat, amelyeket kifejezetten az északi országok éghajlati viszonyaihoz terveztek, többrétegű hőszigetelő üveggel és kiegészítő fűtéssel; a megfelelő modellek Dániában és Finnországban üzemelnek.

## Költség
A BYD beszámolt róla, hogy egy eBus körülbelül 190 000 dollárt takarít meg az energiaköltségeken nyolc év alatt, vagyis a gázolaj helyett a villamosenergia-fogyasztást. 2012-ben egy BYD eBus ára 380 000 euró volt, ami körülbelül 100 000 euróval több, mint egy hasonló dízelbuszé.

## Galéria

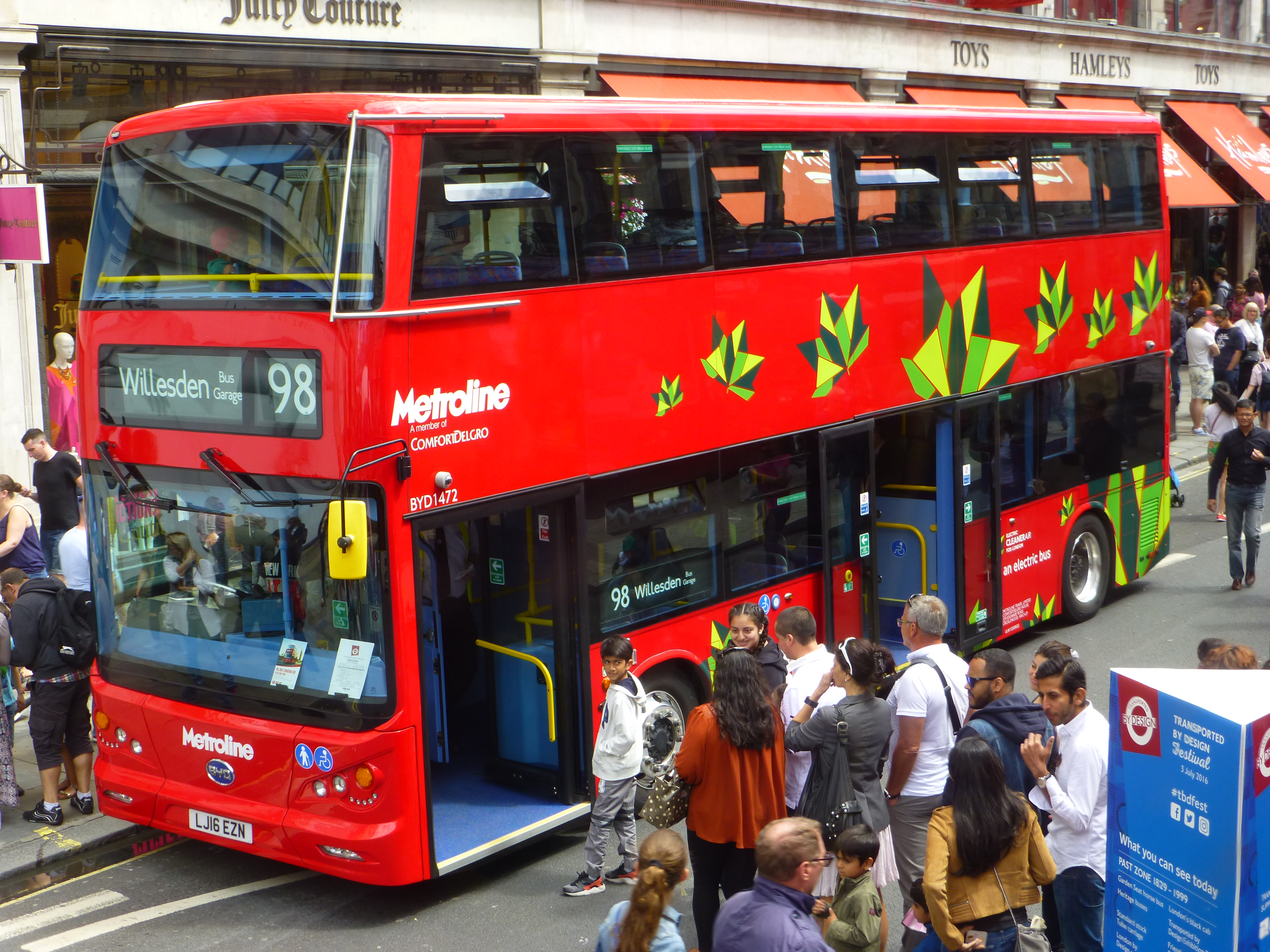
Emeletes BYD elektromos busz Londonban (2016)
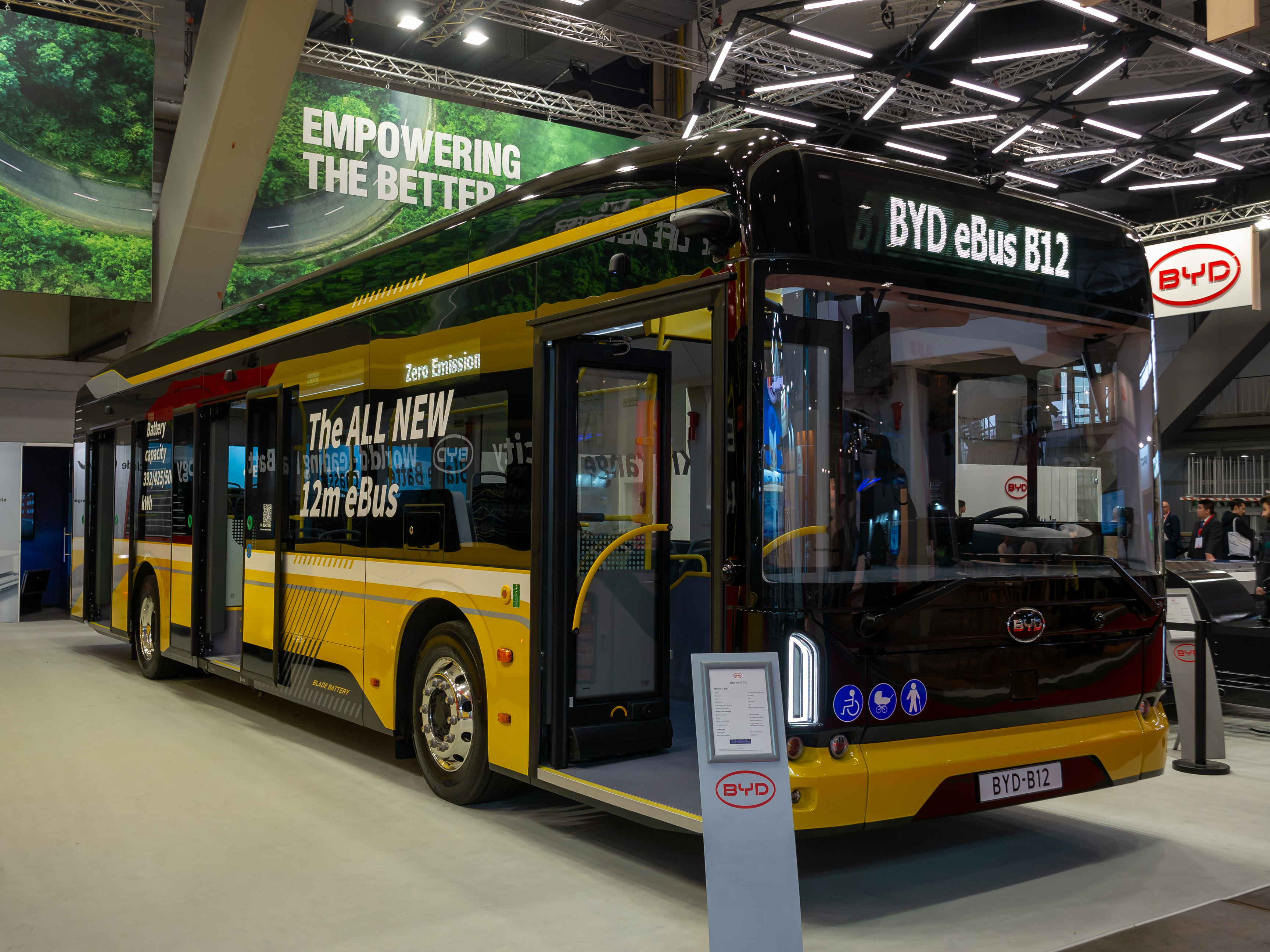
BYD eBus B12
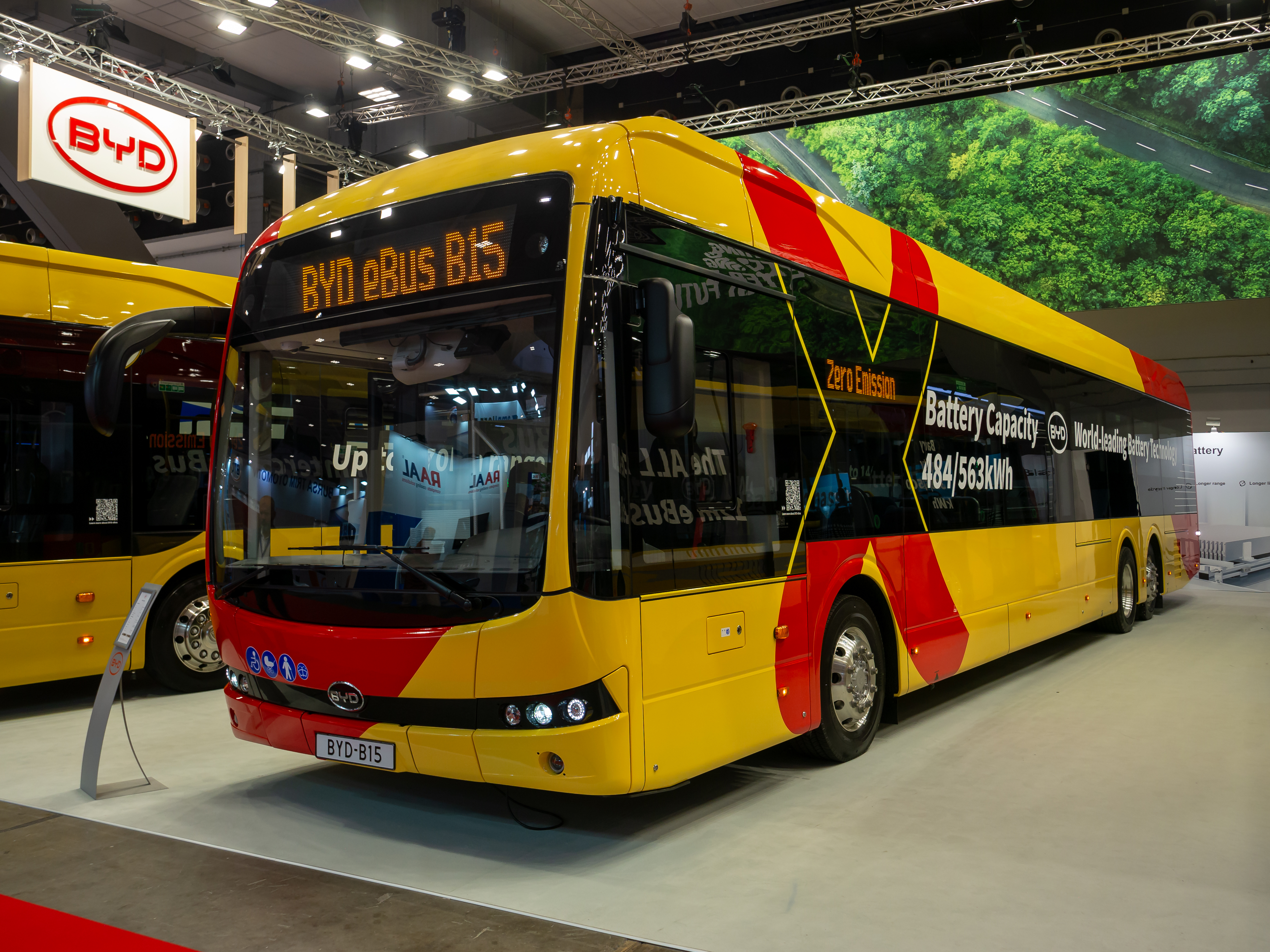
BYD eBus B15
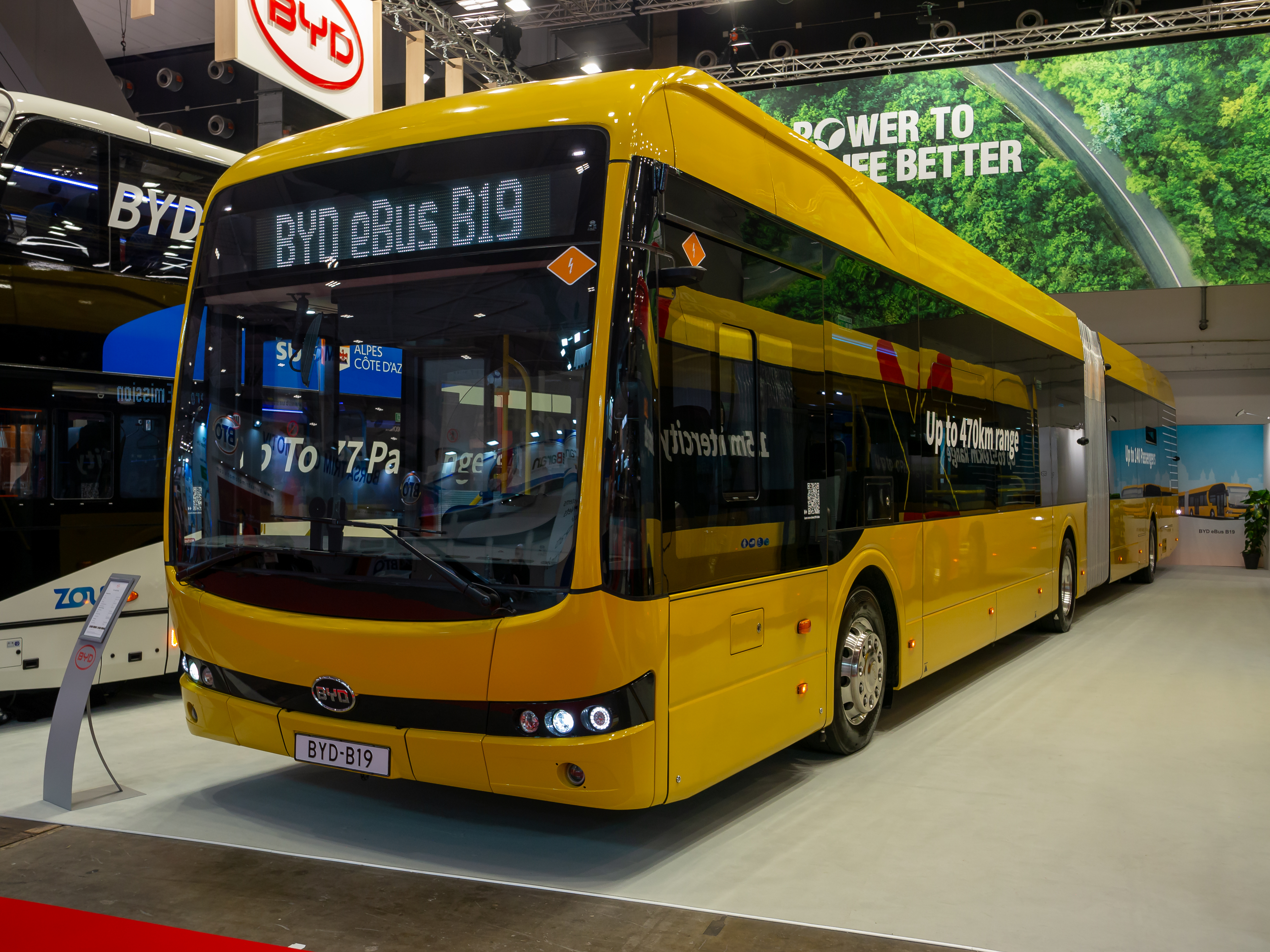
BYD eBus B19
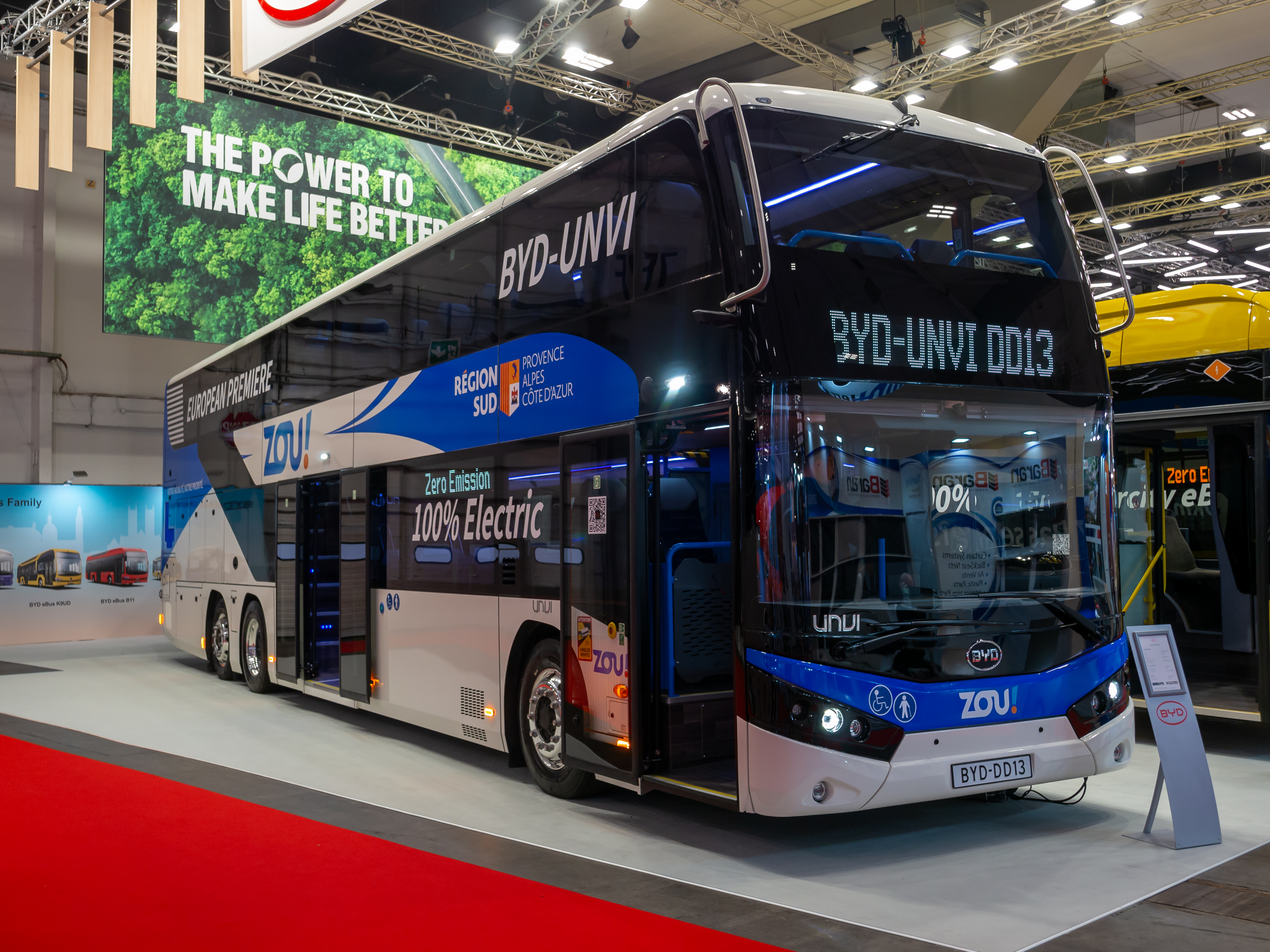
BYD / UNVI eBus emeletes
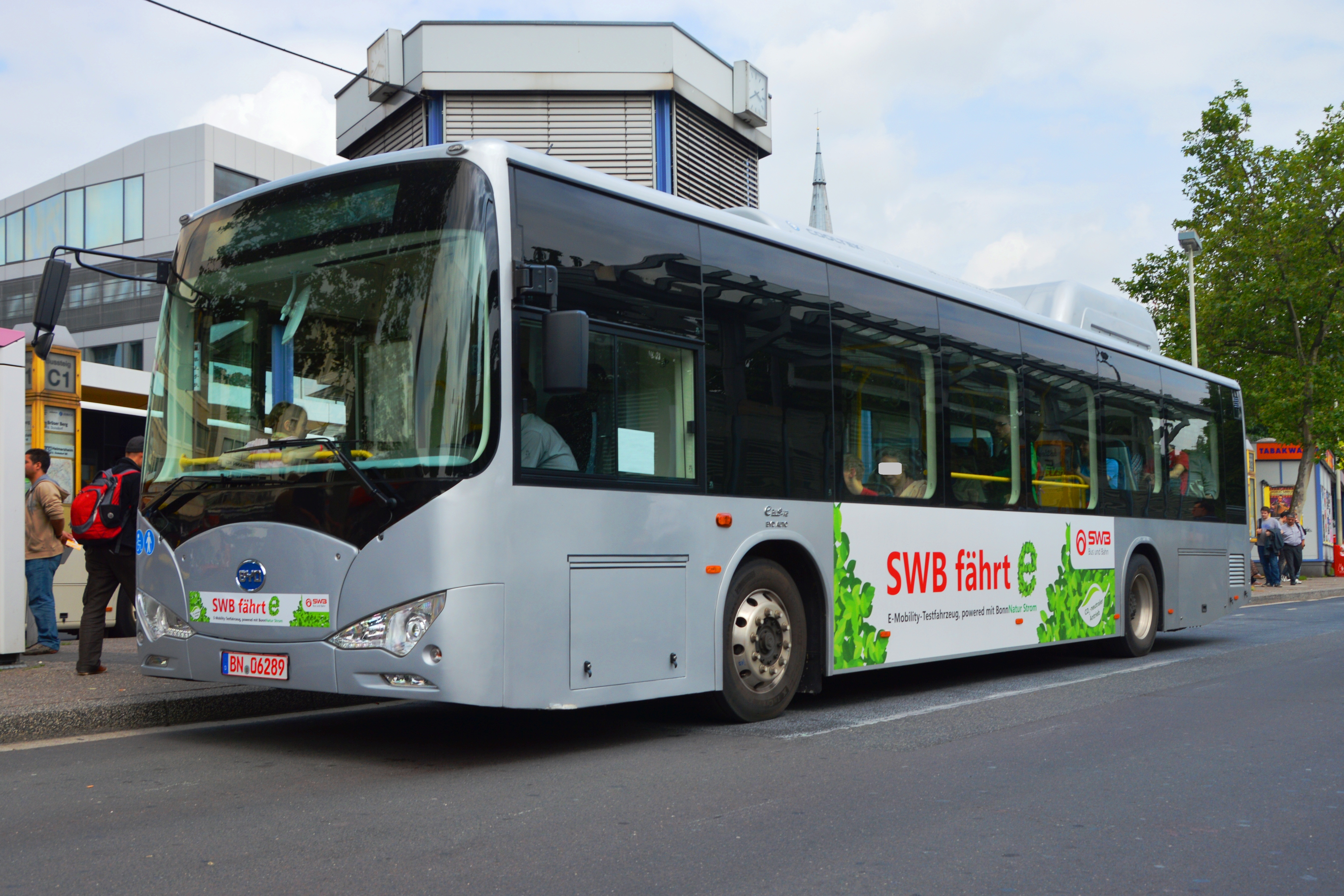
BYD ebus Bonnban, külső nézet (2013)
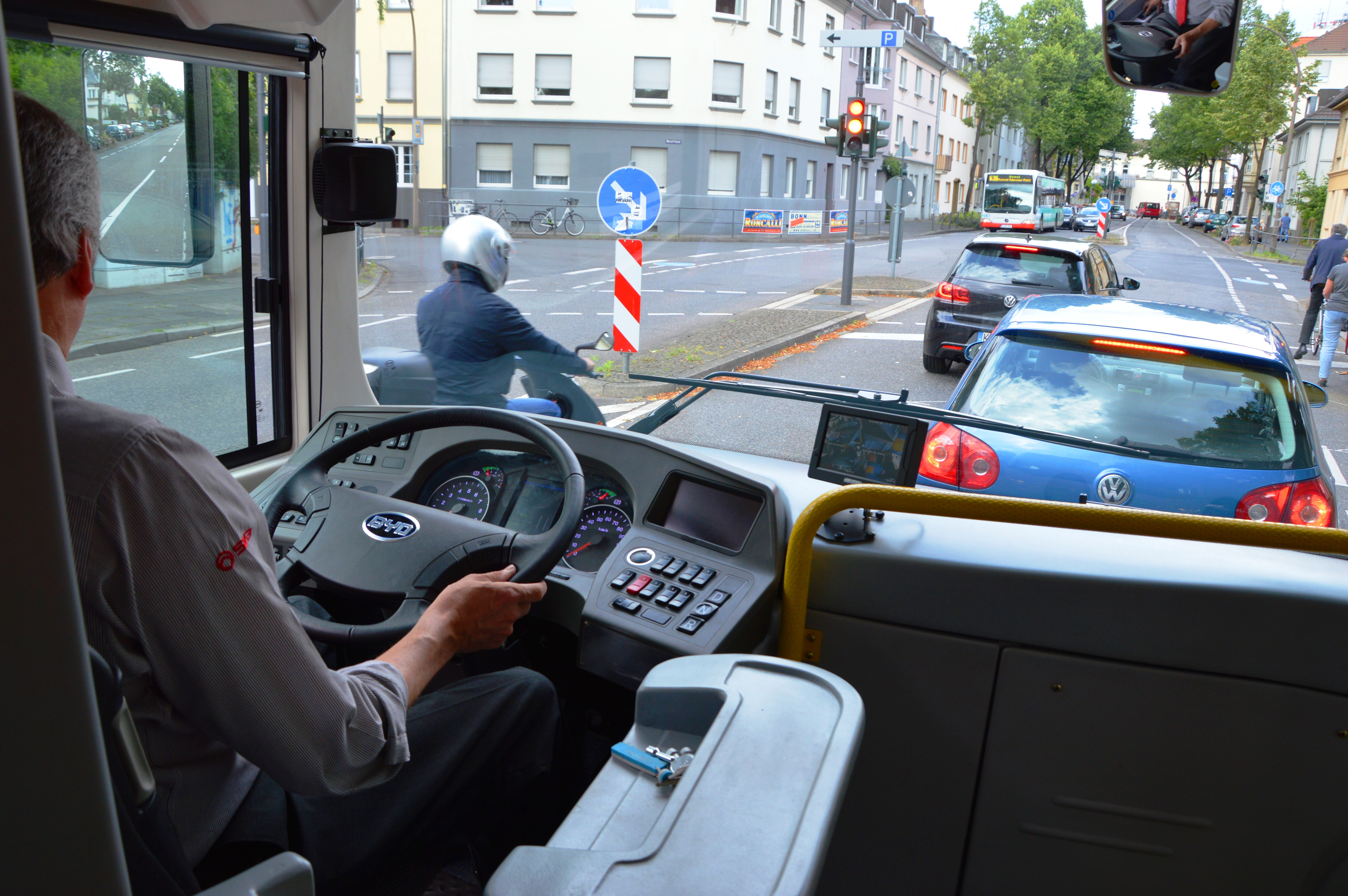
Egy bonni BYD eBus vezetőfülkéje (2013)
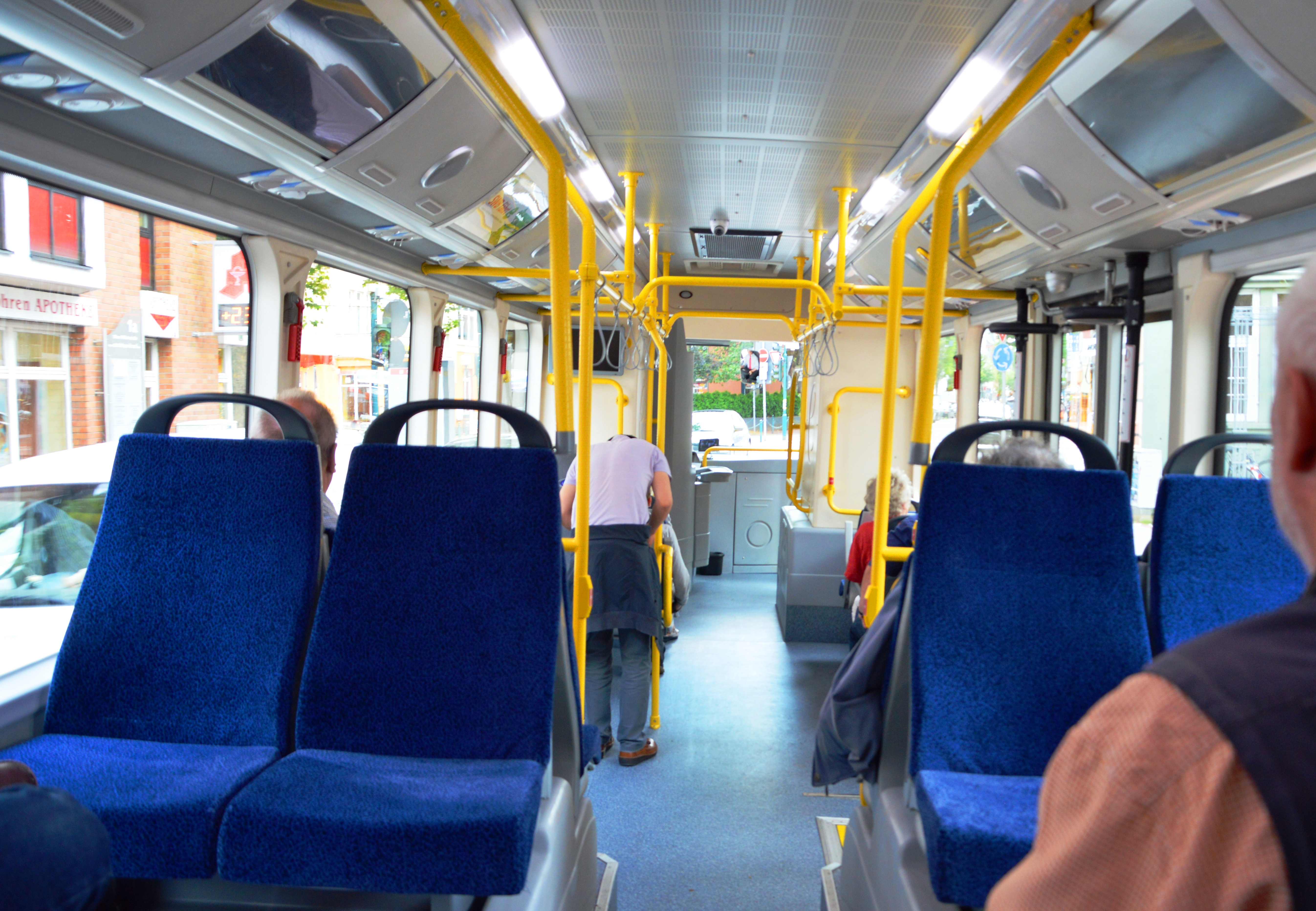
BYD eBus Bonnban, belső nézet (2013)

## Webes hivatkozások
- A gyártó weboldala Európában
- BYD ebus az alternatív meghajtókról szóló információs oldalon
- Nils-Viktor Sorge: A Kínából érkező akkumulátoros buszok hátrahagyják a német buszgyártókat a Spiegel online oldalán 2012. június 26-tól.

## Fordítás
Ez a szócikk részben vagy egészben  a   BYD ebus című német Wikipédia-szócikk ezen változatának fordításán alapul.  Az eredeti cikk szerkesztőit annak laptörténete sorolja fel. Ez a jelzés csupán a megfogalmazás eredetét és a szerzői jogokat jelzi, nem szolgál a cikkben szereplő információk forrásmegjelöléseként.